# Enshin kaikan

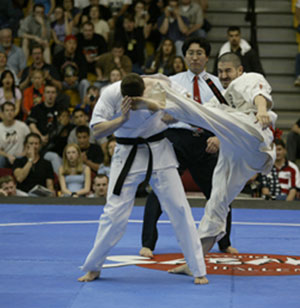

Enshin kaikan (円心会館?) è uno stile di full contact karate, o Knockdown karate, fondato nel 1988 con dojo e studenti in vari paesi del Mondo. Nell'Enshin viene data maggiore enfasi al Metodo Sabaki, un sistema di tecniche che ha come obiettivo opporsi alla potenza dell'avversario da una posizione maggiormente vantaggiosa. Anche se l'Enshin è uno stile "stand-up fighting" esso include: calci, strikes, e i pugni che si trovano anche in molti altri tipi di karate ed inoltre utilizza numerosi: grabs, spazzate, and throws che spesso vengono associate allo Judo e con gli altri stili di grappling delle arti marziali.

## Etimologia
"Enshin" deriva da due vocaboli della giapponese kanji: "en," che significa "cerchio aperto," e, "shin," che vuol dire "cuore" o "interno." "En" è in relazione ai movimenti circolari il Metodo Sabaki. However, il cerchio è "aperto" o "non finito" inteso a far comprendere che lo studio dell'Enshin e del Sabaki sono un viaggio continuo, i.e. un processo che non ha fine. "Shin" significa inoltre che gli studenti di Enshin non sono avversari, Ma membri di una famiglia. "Kaikan" fondamentalmente significa "organizzazione".

## Tecniche
Le tecniche o il kihon dell'Enshin includono molte delle tecniche degli altri generi di karate come: calci, pugni, strikes, parate, e parries. Comunque, a differenza di molti altri stili di karate, l'Enshin include inoltre: spazzate, grabs, prese, e gli atterramenti che si possono trovare spesso nello judo, nel Jujutsu, ed in altri stili che prevedono il combattimento a terra . 